# Mare mare
"Mare mare" är en svensk popsång av Anders Glenmark. Den spelades in av Glenmark till hans studioalbum 99 (1991) och utgavs också som singel 1992.
"Mare mare" tog sig in på Svenska singellistan. Där stannade den sex veckor mellan den 5 februari och 15 april 1992. Den nådde som bäst tjugonde plats. Den tog sig också in på Svensktoppen där den låg sju veckor mellan den 1 mars och 12 april 1992. Den nådde en andra plats som bäst. Den låg också fyra veckor på Trackslistan mellan den 1  och 29 februari 1992, som bäst på plats sex.

## Låtlista

### 7"
Sida A
1. "Mare mare" (Remix) – 3:42

Sida B
1. "Mare mariano" (Radiomix) – 4:47

### CD
1. "Mare mare" (Remix) – 3:42
2. "Mare mariano" (Radiomix) – 4:47
3. "Mannagryn mare" – 3:28
4. "Mare mariano" – 6:25

## Listplaceringar
| Lista (1992) | Topplacering |
| ------------ | ------------ |
| Sverige      | 20           |